# Culture Village
Culture Village es un proyecto de desarrollo multipropósito en la Emiratos Árabes Unidos, situada a lo largo de la costa de la Dubái arroyo en una parcela de 40 millones de pies cuadrados de tierra. Cuando se haya completado la aldea incluirá un puerto, centros culturales y de exposiciones, y el desarrollo portuario. La pieza central de este proyecto es de Palazzo Versace Dubai, el segundo después de los mundos Palazzo Verasace de Queensland, Australia. 